# Liste der Baudenkmäler in Nordendorf
Auf dieser Seite sind die Baudenkmäler in der schwäbischen Gemeinde Nordendorf zusammengestellt. Diese Tabelle ist eine Teilliste der Liste der Baudenkmäler in Bayern. Grundlage ist die Bayerische Denkmalliste, die auf Basis des Bayerischen Denkmalschutzgesetzes vom 1. Oktober 1973 erstmals erstellt wurde und seither durch das Bayerische Landesamt für Denkmalpflege geführt wird. Die folgenden Angaben ersetzen nicht die rechtsverbindliche Auskunft der Denkmalschutzbehörde.

## Baudenkmäler nach Gemeindeteilen

### Nordendorf
| Lage                            | Objekt                           | Beschreibung | Akten-Nr.    | Bild           |
| ------------------------------- | -------------------------------- | --- | ------------ | -------------- |
| Alemannenweg (Standort)         | Denkmal                          | zur Erinnerung an die Aufdeckung eines frühmittelalterlichen Gräberfelds, ursprünglich in Form eines Obelisken mit Inschrifttafeln über gestuftem Unterbau, aus Sandstein, 1853 nach Plänen von Baurat Kollmann errichtet, Obelisk in vereinfachter Form erneuert, Muschelkalk, 1929; von der Bahnlinie an den Alemannenweg versetzt | D-7-72-185-6 | Denkmal        |
| Bahnhofstraße (Standort)        | Kapelle                          | Rechteckbau mit Satteldach und Lourdesgrotte, 2. Hälfte 19. Jahrhundert. | D-7-72-185-1 | weitere Bilder |
| Hauptstraße 15 a, 17 (Standort) | Nebenflügel des Fugger-Schlosses | Nebenflügel des 1560 erbauten und 1862 abgebrannten Fugger-Schlosses, den ehemaligen Vorhof hufeisenförmig einfassend, zweigeschossiger Satteldachbau, im Westtrakt Turm mit Kapelle (mit Ausstattung), im Südtrakt Torhaus, im Osttrakt ehemalige Stallungen, West- und Südtrakt im Kern wohl barock, durch die Ausbauten von 1979–80 und 1994–95 innen stark verändert, der Osttrakt 2. Hälfte 19. Jahrhundert; der jetzt parkartig gestaltete Schloßbereich von Umfassungsmauern eingegrenzt, darin Renaissance-Brunnen, um 1580. | D-7-72-185-2 | weitere Bilder |
| Schmutterstraße (Standort)      | Kapelle                          | Rechteckbau mit halbrundem Schluss, 2. Viertel 19. Jahrhundert; mit Ausstattung | D-7-72-185-4 | Kapelle        |

### Blankenburg
| Lage                     | Objekt                  | Beschreibung | Akten-Nr.    | Bild           |
| ------------------------ | ----------------------- | --- | ------------ | -------------- |
| Burgstraße 13 (Standort) | Filialkirche St. Agatha | Saalbau mit eingezogenem Chor und nördlichem Turm mit Zwiebelhaube, Turmuntergeschoss und Chor 2. Hälfte 15. Jahrhundert, Langhaus von Hans Georg Radmiller 1713, Turmoberbau von Leonhard Radmiller, 1761/62; mit Ausstattung. | D-7-72-185-5 | weitere Bilder |